# South Brother Island
South Brother Island és una petita illa de 2,83 hectàrees situada a l'East River, entre el Bronx i Rikers Island, a New York. Està al costat de la North Brother Island de la qual no la separen més que alguns centenars de metres; juntes, les dues Brother Island tenen una àrea de 81423 m². Fins als anys 1960, l'illa formava part del comtat de Queens, però aviu forma part del comtat del Bronx. L'illa ha estat privada molt de temps, i Jacob Ruppert, antic magnat de la cerveseria i antic propietari de l'equip de beisbol dels New York Yankees hi tenia una casa d'estiu, però ningú no ha viscut a l'illa d'aleshores ençà, i no hi existeixen més habitatges. L'illa és actualment la propietat d'Hampton Scows, empresa amb seu a Long Island, que paga rigorosament les taxes de propietat cada any, però no té cap pla per renovar l'illa. L'empresa havia adquirit l'illa per la suma de 10 dòlars el 1975.
L'illa recoberta de bardisses i d'un bosc dens protegeix diferents espècies d'ocells, com els martinets de nit entre d'altres.